# Bananas (película)
Bananas (llamada en México, Uruguay y Venezuela La locura está de moda) es una película de comedia estadounidense de 1971 dirigida por Woody Allen y protagonizada por Allen, Louise Lasser y Carlos Montalbán. Escrita por Allen y Mickey Rose, la película trata sobre un neoyorquino torpe que, después de ser abandonado por su novia activista, viaja a una pequeña nación hispanoamericana y se involucra en su última rebelión. Partes de la trama se basan en el libro Don Quixote, U.S.A. de Richard P. Powell.
Filmada en locaciones de la ciudad de Nueva York y Puerto Rico, la película recibió críticas positivas de los críticos y ocupó el puesto 78 en las «100 películas más divertidas» de Bravo y el puesto 69 en 100 años... 100 sonrisas de AFI en 2000.

## Argumento
La película comienza con la cobertura de Howard Cosell del magnicidio del presidente de la ficticia «república bananera» de San Marcos y un golpe de Estado que trae al general Emilio Molina Vargas al poder.
Fielding Mellish es un obrero neurótico que trata de impresionar a la activista social Nancy tratando de ponerse al tanto con la revolución en San Marcos. Visita la república e intenta mostrar su preocupación por los nativos. Sin embargo, Vargas ordena en secreto a sus hombres, disfrazados de oponentes de Vargas, que maten a Mellish, para hacer quedar mal a los rebeldes para que Estados Unidos envíe ayuda financiera a Vargas. Mellish evade a los asesinos de Vargas, pero poco después es capturado por los verdaderos rebeldes. Vargas declara muerto a Mellish de todos modos, lo que no deja a Mellish más remedio que unirse a los rebeldes durante unos meses. Mellish luego aprende, torpemente, cómo ser un revolucionario. Cuando la revolución triunfa, Esposito, el líder de los rebeldes que asume la presidencia, enloquece. Los rebeldes deciden reemplazarlo con Mellish como presidente.
Cuando viaja de regreso a los EE. UU. para obtener ayuda financiera, Mellish (que luce una larga barba falsa) se reúne con Nancy y queda expuesto. En la corte, Mellish intenta defenderse de una serie de testigos incriminatorios, incluida la reinante Miss America y una mujer afroestadounidense que dice ser J. Edgar Hoover disfrazado. Uno de los testigos brinda testimonio favorable a Mellish, pero el secretario judicial, cuando se le pide que lea este testimonio, responde con una interpretación completamente diferente y totalmente desfavorable. Mellish finalmente es sentenciado a prisión, pero su sentencia se suspende con la condición de que no se mude al vecindario del juez. Nancy luego acepta casarse con él. La película termina con la cobertura de Howard Cosell de la consumación de su matrimonio, un evento que terminó mucho más rápido de lo que Nancy había anticipado, con Mellish anticipando una «revancha» a principios de la primavera.

## Reparto
- Woody Allen como Fielding Mellish.
- Louise Lasser como Nancy.
- Carlos Montalbán como General Emilio Molina Vargas.
- Natividad Abascal como Yolanda.
- Howard Cosell como él mismo.
- Jacobo Morales como Espósito.
- Miguel Ángel Suárez como Luis.
- David Ortiz como Sánchez.
- René Enríquez como Díaz.
- Jack Axelrod como Arroyo.
- Roger Grimsby como él mismo.
- Don Dunphy como él mismo.
- Martha Greenhouse como Dra. Feigen.
- Dan Frazer como sacerdote.
- Stanley Ackerman como Dr. Mellish.
- Charlotte Rae como Sra. Mellish.
- Axel Anderson como hombre torturado.

Eddie Barth y Nicholas Saunders debutan en el cine como los personajes de Paul y Douglas, mientras que el comediante Conrad Bain interpreta a Semple y el actor Allen Garfield interpreta al Hombre en la Cruz. Apariciones no acreditadas incluyen a Sylvester Stallone como un matón del metro, Mary Jo Catlett como una mujer en el vestíbulo de un hotel, y Tino García en un papel no revelado.

## Producción

### Desarrollo
Según una entrevista en las notas del lanzamiento del DVD de la película, Allen dijo que no hay sangre en absoluto en la película (incluso durante las ejecuciones) porque quería mantener intacto el tono cómico ligero de la película.
Allen y Lasser habían estado casados entre 1966 y 1970 y estaban divorciados cuando se hizo la película.
El veredicto en el caso legal de Mellish se presenta como el titular de un noticiero de Roger Grimsby. En la escena se incluye una parodia de un anuncio televisivo de cigarrillos «Nuevo Testamento» con un sacerdote católico (Dan Frazer) promocionando la marca ficticia mientras realiza el sacramento de la Eucaristía. La película recibió una clasificación C (condenada) de la Oficina Nacional Católica de Películas debido a la parodia.
La banda sonora de la película fue compuesta por Marvin Hamlisch.

### Título
El título es un juego de palabras, «bananas» siendo parte del término slang, to go bananas («volverse loco»), además de ser una referencia a la frase «república bananera» que describe el escenario de la película. Cuando se le preguntó a Allen por qué la película se llamaba Bananas, su respuesta fue: «Porque no hay bananas en ella». Algunos escritores han hecho la conexión entre esto y The Cocoanuts (Los cocos), la primera película de los hermanos Marx, por quienes Allen estaba fuertemente influenciado en ese momento, y que no presentaba cocos.

## Recepción

### Respuesta crítica
Bananas fue bien recibido por la crítica; recibiendo una calificación del 83% en Rotten Tomatoes basada en 35 reseñas con una calificación promedio de 7.5/10.
Vincent Canby de The New York Times elogió la película y dijo: «La visión del mundo de Allen está cargada de todo, excepto de pathos, y es una visión que encuentro muy divertida. Aquí no hay un hombrecito que sobrevive con una sonrisa pálida y un encogimiento de hombros, sino un tipo enano y bromista cuyos impulsos iniciales hacia la cobardía parecen realmente heroicos en el loco orden en que están las cosas». Concluyó: «Cualquier película que intente mezclar el amor, la revolución cubana, la CIA, las madres judías, J. Edgar Hoover y algunas otras cosas raras (incluida una secuencia en la que alguien pide 1000 sándwiches de queso a la parrilla) está destinada a ser un poco rara, y muy bienvenida». Gene Siskel, del Chicago Tribune, le dio a la película tres estrellas de cuatro y calificó la escena inicial como «una de las partes más divertidas de la película», aunque pensó que el romance «se interpone en el camino» y «podría haberse omitido fácilmente». Charles Champlin, de Los Angeles Times, escribió que «Allen parece no haber podido encontrar un final adecuado para la trama, que no llega a su punto máximo, sino que se detiene. Aun así, los mejores chistes tienen una locura gloriosa sobre ellos. Dada la disminución de la capacidad de reír como idiotas en estos días, Bananas es bienvenida incluso si Allen no está en la cima de su forma». Gary Arnold de The Washington Post escribió que la película era «en una palabra, hilarante» y «una inmensa mejora» con respecto a Take the Money and Run. Richard Combs de The Monthly Film Bulletin pensó que «los chistes parecen un poco más brillantes que en Take the Money», pero también encontró el humor disperso «demasiado indisciplinado y dispar». John Simon escribió sobre la trama de la película: «Nada de eso tiene sentido o desarrolla un humor sólido, y gran parte es de mal gusto».

### Reconocimientos
La película está reconocida por el American Film Institute en estas listas:
- 2000: AFI's 100 años... 100 sonrisasrisas - # 69.[13]